# Vittorio Giardino
Vittorio Giardino é um desenhista italiano de histórias em quadrinhos.

## Biografia
Giardino se formou em engenharia eletrônica em 1979, mas 9 anos depois abandonou o curso para se dedicar exclusivamente aos quadrinhos. Começou publicando as Aventuras de Sam Pezzo e em 1982 cria seu personagem mais famoso: o detetive ruivo Max Friedman, que protagoniza histórias nos anos 40. Em 1984 publicou o álbum Little Ego, que é uma sátira erótica e das histórias de Little Nemo. Posteriormente criou a premiada série Jonas Fink, onde ele conta o que parece ser a história real de Jonas Fink.